# Castle Three
Castle Three est un cyclecar trois-roues fabriqué entre 1919 et 1922 par le constructeur britannique Castle Motor Company.

## Histoire
La société était à l'origine une entreprise de réparation de voitures, fondée en 1906 par les frères Stanley et Laughton Goodwin, mais grandit en fabriquant des munitions pendant la Première Guerre mondiale et entra dans le secteur automobile avec l'avènement de la paix et le boom d'après-guerre.

## Les voitures
La voiture était destinée au segment supérieur du marché du cyclecar et a donc été équipée d'un moteur quatre-cylindres à refroidissement par eau. Le premier lot de voitures utilisait des moteurs quatre-cylindres Dorman de 1 094 cm3 à soupapes latérales, la suite utilisa le moteur Belge Peters de 1 207 cm3. Ceux-ci étaient complets avec boîte de vitesses, soit deux vitesses à réducteur épicycloïdal ou trois vitesses de type conventionnelles et entraînait l'unique roue arrière par un arbre et des engrenages coniques.
La carrosserie ouverte à deux places plus un siège de coffre, dotée d'un radiateur nickelé et d'un système d'éclairage électrique, était fixée sur un châssis suspendu par des ressorts à lames quart-elliptiques à l'avant et semi-elliptiques à l'arrière. Exceptionnellement pour un cyclecar, des roues à bâton furent utilisées plutôt qu'à rayons.
La voiture a été exposée au salon de l'automobile de Londres de 1919 et 2 300 commandes y ont été passées, lesquelles ne furent pas toutes confirmées. On estime que près de 350 voitures ont été construites dont deux existent toujours aujourd'hui.
Un prototype d'une version à quatre roues a été construit mais n'est jamais allé en production. La société a fermé ses portes en 1922, vendant l'usine à un fabricant de tapis.

## Successeur
En août 2013, la Castle Three Motor Company Limited a été constituée à Alnwick, Northumberland, avec des plans pour développer, fabriquer et vendre la nouvelle génération de voitures de sport trois-roues pour les marchés du loisir et du sport automobile.
Alors que l'original offrait 2+1 places et un moteur quatre-cylindres, le nouveau trois-roues aura deux sièges et utilisera un bicylindre externe — soit en V ou boxer — et la puissance sera transmise à la roue arrière par l'intermédiaire d'une transmission en grande partie propriétaire.